# Дур-Гаам
Дур-Гаа́м — невеликий острів в Червоному морі в архіпелазі Дахлак, належить Еритреї, адміністративно відноситься до району Дахлак регіону Семіен-Кей-Бахрі.

## Географія
Розташований на північний захід від мису Рас-Ар-Ар на острова Дахлак. Має видовжену з північного сходу на південний захід форму. Довжина 1,4 км, ширина до 440 м. Острів облямований піщаними мілинами та кораловими рифами.